# Scaphoidella undosa
Scaphoidella undosa är en insektsart som beskrevs av Zhang och Dai 2006. Scaphoidella undosa ingår i släktet Scaphoidella och familjen dvärgstritar. Inga underarter finns listade i Catalogue of Life.